# ذاكرة وصول عشوائي نانوية
ذاكرة وصول عشوائي نانوية أو النانو رام (بالإنجليزية: Nano-RAM)‏ هي ذاكرة حاسوب والتكنولوجيا منتج من قبل شركة نانتيرو. هو نوع من ذاكرة الوصول العشوائي غير متطاير على أساس الميكانيكية موقف الأنابيب الجزيئية الكربونية المودعة على رقائق تشبه الركازة. نظريا صغر حجم الأنابيب النانومترية تسمح بكثافة عالية جدا للذاكرة.

## وصلات خارجية
موقع شركة نانتيرو